# Division 1 2020-2021 (pallamano maschile)
La Division 1 2020-2021, nota come LIDL Starligue 2020-2021 per motivi di sponsorizzazione, è stata la 69ª edizione del Campionato francese di pallamano maschile.

## Formula
Il campionato si svolge tra 16 squadre che si affrontano con la formula del girone unico all'italiana con partite di andata e ritorno.
Per ogni incontro i punti assegnati in classifica sono così determinati:
- due punti per la squadra che vinca l'incontro;
- un punto per il pareggio;
- zero punti per la squadra che perda l'incontro.

La squadra 1ª classificata al termine del campionato viene proclamata campione di Francia.
Per la stagione 2020/2021, se è stata raggiunta la soglia di 25 partite giocate su 30 previste per l'omologazione del campionato; se non tutte le squadre partecipanti 
disputano lo stesso numero di partite, la classifica viene stabilita sulla base di una ponderazione.
Pertanto, ad ogni squadra che avrà disputato un numero di incontri inferiore alle squadre avversarie verrà applicata la seguente formula di calcolo:
Numero di punti acquisiti da tale squadra, diviso per il numero di incontri che avrà disputato;
Moltiplicato per il maggior numero di partite che avrà giocato una squadra avversaria;

## Squadre partecipanti
Partecipano 16 squadre da tutta la Francia.
| Squadra                         | Città              | Arena                                                   | Capacità    | Stagione precedente |
| ------------------------------- | ------------------ | ------------------------------------------------------- | ----------- | ------------------- |
| Cesson-Rennes Métropole HB      | Rennes             | Glaz Arena                                              | 4,500       | 1º posto in D2      |
| C' Chartres Métropole handball  | Chartres           | Halle Jean-Cochet                                       | 1,200       | 10º posto           |
| Chambéry                        | Chambéry           | Le Phare                                                | 4,400       | 9º posto            |
| Union Sportive Créteil Handball | Créteil            | Palais des sports Robert-Oubron                         | 2,398       | 14º posto           |
| Dunkerque                       | Dunkerque          | Stade des Flandres                                      | 2,400       | 7º posto            |
| Istres Provence Handball        | Istres             | Halle polyvalente                                       | 2,000       | 11º posto           |
| US Ivry                         | Ivry-sur-Seine     | Gymnase Auguste-Delaune                                 | 1,500       | 12º posto           |
| Limoges                         | Limoges            | Salle enri-Normand                                      | 1,168       | 2º posto in D2      |
| Montpellier                     | Montpellier        | Palais des sports René-Bougnol Sud de France Arena      | 3,000 8,000 | 4º posto            |
| Nantes                          | Nantes             | Palais des Sports de Beaulieu Halle XXL de la Beaujoire | 5,000 9,000 | 2º posto            |
| USAM Nîmes                      | Nîmes              | Le Parnasse                                             | 3,391       | 3º posto            |
| Pays d'Aix Université Club      | Aix-en-Provence    | Complexe sportif du Val de l'Arc Arena du Pays d'Aix    | 1,650 6,004 | 6º posto            |
| Paris Saint-Germain             | Parigi             | Stade Pierre de Coubertin Halle Georges Carpentier      | 3,402 4,300 | Vincitore           |
| Saint Raphaël                   | Saint-Raphaël      | Palais des sports J-F Krakowski                         | 2,000       | 8º posto            |
| Fenix Toulouse                  | Tolosa             | Palais des Sports André Brouat                          | 4,200       | 5º posto            |
| Tremblay                        | Tremblay-en-France | Palais des sports                                       | 1,020       | 13º posto           |

## Classifica
| Pos | Squadra             | G  | V  | N | P  | GF   | GS  | DG   | Pt | Qualificazione o retrocessione |
| --- | ------------------- | -- | -- | - | -- | ---- | --- | ---- | -- | ------------------------------ |
| 1   | Paris Saint-Germain | 29 | 27 | 1 | 1  | 1018 | 765 | +253 | 55 | Champions League               |
| 2   | Montpellier         | 30 | 23 | 4 | 3  | 929  | 819 | +110 | 50 | European Cup                   |
| 3   | HBC Nantes          | 30 | 22 | 3 | 5  | 925  | 774 | +151 | 47 | European Cup                   |
| 4   | Aix                 | 30 | 19 | 2 | 9  | 851  | 789 | +62  | 40 | European Cup                   |
| 5   | USAM Nîmes          | 30 | 17 | 4 | 9  | 883  | 847 | +36  | 38 | European Cup                   |
| 6   | Toulouse            | 30 | 15 | 2 | 13 | 866  | 859 | +7   | 32 |                                |
| 7   | Chambéry            | 30 | 12 | 7 | 11 | 819  | 831 | −12  | 31 |                                |
| 8   | Saint Raphaël       | 30 | 12 | 4 | 14 | 856  | 888 | −32  | 28 |                                |
| 9   | Limoges             | 30 | 11 | 5 | 14 | 854  | 925 | −71  | 27 |                                |
| 10  | Dunkerque           | 30 | 10 | 4 | 16 | 774  | 802 | −28  | 24 |                                |
| 11  | Chartres MHB        | 30 | 11 | 0 | 19 | 814  | 873 | −59  | 22 |                                |
| 12  | Créteil             | 30 | 11 | 0 | 19 | 798  | 844 | −46  | 22 |                                |
| 13  | Istres              | 30 | 8  | 4 | 18 | 784  | 880 | −96  | 20 |                                |
| 14  | Cesson-Rennes       | 30 | 6  | 6 | 18 | 790  | 865 | −75  | 18 |                                |
| 15  | Ivry                | 30 | 7  | 2 | 21 | 780  | 879 | −99  | 16 | Retrocessione                  |
| 16  | Tremblay            | 29 | 3  | 2 | 24 | 748  | 849 | −101 | 8  | Retrocessione                  |